# Temporada 1957 del Campeonato del Mundo de Motociclismo
La temporada de 1957 del Campeonato del Mundo de Motociclismo fue la novena edición del Campeonato Mundial de Motociclismo.
La temporada consistió en seis pruebas en cinco cilindradas: 500cc, 350cc, 250cc, 125cc y Sidecars. Comenzó el 19 de mayo en el Gran Premio de Alemania y finalizó el 1 de septiembre en el Gran Premio de las Naciones.

## Resumen
1957 supuso el fin de la Primera Edad de Oro del Mundial. Se concentraron una impresionante cantidad de marcas de la década de los 50 como AJS, Norton, Gilera, MV Agusta, Moto Guzzi, y BMW. Estas seis marcas tomaron parte en el Mundial con 24 motos. A estos se le incluyen las privadas de Norton y Matchless.
Pero las firmas italianas lanzaron la bomba al anunciar que se retirarían de las carreras al final de la temporada de 1957, excusando costos crecientes y ventas de motocicletas cada vez más reducidas. Otro presagio de cambio fue la introducción de los motores de dos tiempos en competición. Una empresa de Alemania del Este llamada MZ realizó excelentes resultados y supuso una amenaza para los poderosos motores de cuatro tiempos.

## Calendario y resultados
| Ronda | Fecha           | Gran Premio                     | Circuito          | Ganador 125cc     | Ganador 250cc     | Ganador 350cc   | Ganador 500cc   |          |
| ----- | --------------- | ------------------------------- | ----------------- | ----------------- | ----------------- | --------------- | --------------- | -------- |
| 1     | 19 de mayo      | Gran Premio de Alemania         | Hockenheimring    | Carlo Ubbiali     | Carlo Ubbiali     | Libero Liberati | Libero Liberati | Artículo |
| 2     | 7 de junio      | TT Isla de Man                  | Snaefell Mountain | Tarquinio Provini | Cecil Sandford    | Bob McIntyre    | Bob McIntyre    | Artículo |
| 3     | 29 de junio     | Gran Premio de los Países Bajos | TT Circuit Assen  | Tarquinio Provini | Tarquinio Provini | Keith Campbell  | John Surtees    | Artículo |
| 4     | 7 de julio      | Gran Premio de Bélgica          | Spa-Francorchamps | Tarquinio Provini | John Hartle       | Keith Campbell  | Libero Liberati | Artículo |
| 5     | 10 de agosto    | Gran Premio del Úlster          | Dundrod Circuit   | Luigi Taveri      | Cecil Sandford    | Keith Campbell  | Libero Liberati | Artículo |
| 6     | 1 de septiembre | Gran Premio de las Naciones     | Monza             | Carlo Ubbiali     | Tarquinio Provini | Bob McIntyre    | Libero Liberati | Artículo |

## Resultados

### 500cc[3]
El título del campeonato de pilotos fue para Libero Liberati con Gilera que ganó 4 de las 6 pruebas del calendario y venció a su compañero de equipo Bob McIntyre (ganador del Tourist Trophy) y del campeón mundial del año anterior John Surtees (MV Agusta), también ganador de una prueba.
| Pos. | Piloto                  | Moto                            | GER | MAN | HOL | BEL | ULS | NAC | Pts.    |
| ---- | ----------------------- | ------------------------------- | --- | --- | --- | --- | --- | --- | ------- |
| 1    | Libero Liberati         | Gilera                          | 1   |     | 2   | 1   | 1   | 1   | 32 (38) |
| 2    | Bob McIntyre            | Gilera                          | 2   | 1   | Ret |     | 2   |     | 20      |
| 3    | John Surtees            | MV Agusta                       | Ret | 2   | 1   | Ret | Ret | 4   | 17      |
| 4    | Geoff Duke              | Gilera                          |     |     |     |     | 3   | 2   | 10      |
| 5    | Jack Brett              | Norton                          |     | Ret | 4   | 2   | Ret |     | 9       |
| 6    | Walter Zeller           | BMW                             | 3   | Ret | 3   | Ret |     |     | 8       |
| 7    | Keith Bryen             | Matchless / Norton / Moto Guzzi |     | 13  | 6   | 3   | 5   |     | 7       |
| 8    | Dickie Dale             | Moto Guzzi                      | 4   | 4   |     |     |     |     | 6       |
| 9    | Alfredo Milani          | Gilera                          |     |     |     | Ret |     | 3   | 4       |
| 10   | Bob Brown               | Gilera                          |     | 3   |     |     |     |     | 4       |
| 11   | Terry Shepherd          | MV Agusta                       | 5   |     | Ret |     | 6   | 6   | 4       |
| 12   | Derek Minter            | Norton                          |     | 16  | 9   | 4   |     |     | 3       |
| 13   | Geoffrey Tanner         | Norton                          |     | 28  |     |     | 4   |     | 3       |
| 14   | Ernst Hiller            | BMW                             | 6   |     | 5   |     |     |     | 3       |
| 15   | Mike O'Rourke           | Norton                          |     | 29  | 10  | 5   |     |     | 2       |
| 16   | Keith Campbell          | Moto Guzzi                      | Ret | 5   | Ret | Ret | Ret |     | 2       |
| =    | Umberto Masetti         | MV Agusta                       | Ret |     | Ret |     |     | 5   | 2       |
| 18   | Hans-Günter Jäger       | Norton / BMW                    | 13  |     | Ret | 6   |     | 13  | 1       |
| 19   | Alan Trow               | Norton                          |     | 6   |     |     |     |     | 1       |
| 20   | John Hempleman          | Norton                          |     | Ret | 7   | Ret | 11  |     | 0       |
| 21   | Carlo Bandirola         | MV Agusta                       |     |     |     |     |     | 7   | 0       |
| =    | Alistair King           | Norton                          |     | 7   |     |     |     |     | 0       |
| =    | Bob Matthews            | Norton                          |     |     |     |     | 7   |     | 0       |
| =    | Ernst Riedelbauch       | BMW                             | 7   |     |     |     |     |     | 0       |
| 25   | Jimmy Buchan Jr.        | Norton                          |     | 9   |     |     | 8   |     | 0       |
| 26   | Roger Barker            | Norton                          |     | 10  | 8   |     |     |     | 0       |
| 27   | Gerold Klinger          | BMW                             | Ret |     | Ret | Ret |     | 8   | 0       |
| 28   | Eugen Hagenlocher       | BMW                             | 8   |     |     |     |     |     | 0       |
| =    | Peter Murphy            | Matchless                       |     | 8   |     |     |     |     | 0       |
| 30   | Alois Huber             | BMW                             | 9   |     |     |     |     | 11  | 0       |
| 31   | John Clark              | Moto Guzzi                      |     | Ret | Ret | Ret | 9   |     | 0       |
| =    | John Hartle             | Norton                          |     |     | Ret | Ret | Ret | 9   | 0       |
| 33   | Jackie Wood             | Norton                          |     | Ret |     |     | 10  |     | 0       |
| 34   | Giuseppe Cantoni        | Gilera                          |     |     |     |     |     | 10  | 0       |
| 35   | Ken Tostevin            | Norton                          | 10  | 18  | 11  |     |     |     | 0       |
| 36   | Bernard Codd            | Norton                          |     | 11  |     |     |     |     | 0       |
| =    | Jacques Insermini       | Norton                          | 11  |     |     |     |     |     | 0       |
| 38   | Denis Christian         | Matchless                       |     | Ret |     |     | 12  |     | 0       |
| 39   | Austin Carson           | Norton                          | 12  |     |     |     |     |     | 0       |
| =    | Frank Fox               | Norton                          |     | 12  |     |     |     |     | 0       |
| =    | Francesco Guglieminetti | Norton                          |     |     |     |     |     | 12  | 0       |
| =    | Priem Rozenberg         | BMW                             |     |     | 12  |     |     |     | 0       |
| 43   | Fred Wallis             | BSA                             |     | Ret |     |     | 13  |     | 0       |
| 44   | Kees Koster             | Norton                          |     |     | 13  |     |     |     | 0       |
| =    | Nico Tagli              | Gilera                          |     |     |     |     |     | 13  | 0       |
| 46   | Ralph Rensen            | Norton                          |     | Ret |     |     | 14  |     | 0       |
| 47   | Peter Davey             | Norton                          |     | 14  |     |     |     |     | 0       |
| =    | Anton Elbersen          | Norton                          |     |     | 14  |     |     |     | 0       |
| 49   | Derek Powell            | Matchless                       |     | Ret |     |     | 15  |     | 0       |
| =    | George Catlin           | Norton                          |     | 15  |     | Ret |     |     | 0       |
| 51   | Vernon Cottle           | Norton                          |     |     |     |     | 16  |     | 0       |
| 52   | Dennis Chapman          | Norton                          |     | Ret |     |     | 17  |     | 0       |
| 53   | George Costain          | Norton                          |     | 17  |     |     |     |     | 0       |
| 54   | Dick Thomson            | Norton / Matchless              | Ret | Ret |     |     | 18  |     | 0       |
| 55   | John Denton             | Norton                          |     | 19  |     |     |     |     | 0       |
| =    | Jimmy Jones             | Norton                          |     |     |     |     | 19  |     | 0       |
| 57   | Harry Lowe              | BSA                             |     | 27  |     |     | 20  |     | 0       |
| 58   | John Anderson           | Norton                          |     | 20  | Ret | Ret |     |     | 0       |
| 59   | Harry Grant             | BSA                             |     | Ret |     |     | 21  |     | 0       |
| 60   | Louis Carr              | Matchless                       |     | 21  |     |     |     |     | 0       |
| 61   | Martin Brosnan          | Norton                          |     |     |     |     | 22  |     | 0       |
| =    | Stan Setaro             | Norton                          |     | 22  |     |     |     |     | 0       |
| 63   | Tommy Holmes            | BSA                             |     |     |     |     | 23  |     | 0       |
| =    | Arthur Wheeler          | Moto Guzzi                      |     | 23  |     |     |     |     | 0       |
| 65   | Ray Fay                 | Norton                          |     | 24  |     |     |     |     | 0       |
| =    | Jimmy Hayes             | AJS                             |     |     |     |     | 24  |     | 0       |
| 67   | Bob Coulter             | BSA                             |     |     |     |     | 25  |     | 0       |
| =    | Ken Tully               | Norton                          |     | 25  |     |     |     |     | 0       |
| 69   | M.S. Hall               | Norton                          |     |     |     |     | 26  |     | 0       |
| =    | Ken Willis              | Norton                          |     | 26  |     |     |     |     | 0       |
| 71   | Bill Roberton           | Norton                          |     | 30  |     |     |     |     | 0       |
| 72   | Roly Capner             | Norton                          |     | 31  |     |     |     |     | 0       |
| 73   | Ernie Barrett           | Norton                          |     | 32  |     |     |     |     | 0       |
| 74   | Robert King             | Norton                          |     | 33  |     |     |     |     | 0       |
| 75   | Arnold Jones            | AJS                             |     | 34  |     |     |     |     | 0       |
| 76   | Basil King              | Norton                          |     | 35  |     |     |     |     | 0       |
| 77   | Llewellyn Ranson        | Norton                          |     | 36  |     |     |     |     | 0       |
| 78   | Bob Rowbottom           | Norton                          |     | 37  |     |     |     |     | 0       |
| 79   | Joe Glazebrook          | AJS                             |     | 38  |     |     |     |     | 0       |
| -    | Noel McCutcheon         | Norton                          |     | Ret | Ret | Ret |     |     | 0       |
| -    | Martinus van Son        | Matchless                       | Ret |     |     |     |     | Ret | 0       |
| -    | Andy Aharonian          | BSA                             |     | Ret |     |     |     |     | 0       |
| -    | Sven Andersson          | Norton                          |     |     |     |     |     | Ret | 0       |
| -    | Piet Bakker             | Norton                          |     |     | Ret |     |     |     | 0       |
| -    | John Banks              | Norton                          |     | Ret |     |     |     |     | 0       |
| -    | Bill Beevers            | Norton                          |     | Ret |     |     |     |     | 0       |
| -    | Raymond Bogaerdt        | Norton                          |     |     |     | Ret |     |     | 0       |
| -    | Joe Brindley            | Norton                          |     | Ret |     |     |     |     | 0       |
| -    | Stan Cameron            | AJS                             |     | Ret |     |     |     |     | 0       |
| -    | Paolo Campanelli        | Gilera                          |     |     |     |     |     | Ret | 0       |
| -    | Fabio Ceredi            | Moto Guzzi                      |     |     |     |     |     | Ret | 0       |
| -    | Dave Chadwick           | Norton                          |     | Ret |     |     |     |     | 0       |
| -    | Jacques Collot          | Norton                          | Ret |     |     |     |     | Ret | 0       |
| -    | Giuseppe Colnago        | Moto Guzzi                      |     |     |     | Ret |     |     | 0       |
| -    | Ronald Cousins          | Norton                          |     | Ret |     |     |     |     | 0       |
| -    | René Deschamps          | Norton                          | Ret |     |     |     |     |     | 0       |
| -    | Bob Ferguson            | Matchless                       |     | Ret |     |     |     |     | 0       |
| -    | Enrico Galante          | Norton                          |     |     |     |     |     | Ret | 0       |
| -    | Ulf Gate                | Norton                          |     | Ret |     |     |     |     | 0       |
| -    | Martino Giani           | Gilera                          |     |     |     |     |     | Ret | 0       |
| -    | Walter Hancock          | BSA                             |     | Ret |     |     |     |     | 0       |
| -    | Eric Hinton             | Norton                          |     | Ret |     |     |     |     | 0       |
| -    | Heinz Kauert            | Matchless                       | Ret |     |     |     |     |     | 0       |
| -    | Rudolf Knees            | BMW                             | Ret |     |     |     |     |     | 0       |
| -    | Guy Ligier              | Norton                          | Ret |     |     |     |     |     | 0       |
| -    | Robert Lilley           | Norton                          |     | Ret |     |     |     |     | 0       |
| -    | Giuseppe Mantelli       | Gilera                          |     |     |     |     |     | Ret | 0       |
| -    | Kurt Maul               | Norton                          | Ret |     |     |     |     |     | 0       |
| -    | Robert McCracken        | Norton                          |     |     |     |     | Ret |     | 0       |
| -    | Bernard Morle           | Norton                          |     | Ret |     |     |     |     | 0       |
| -    | Albert Moule            | Norton                          |     | Ret |     |     |     |     | 0       |
| -    | Andrew Mustard          | BSA                             |     | Ret |     |     |     |     | 0       |
| -    | Pierre Nicholas         | Norton                          |     |     |     | Ret |     |     | 0       |
| -    | Jules Nies              | Norton                          |     |     |     | Ret |     |     | 0       |
| -    | Frank Norris            | Norton                          |     | Ret |     |     |     |     | 0       |
| -    | George Northwood        | Norton                          |     | Ret |     |     |     |     | 0       |
| -    | Grenville Pennington    | BSA                             |     | Ret |     |     |     |     | 0       |
| -    | Harry Plews             | Norton                          |     | Ret |     |     |     |     | 0       |
| -    | Brian Purslow           | Norton                          |     | Ret |     |     |     |     | 0       |
| -    | Charlie Salt            | BSA                             |     | Ret |     |     |     |     | 0       |
| -    | George Salt             | Norton                          |     | Ret |     |     |     |     | 0       |
| -    | Karl-Heinz Scheifel     | Matchless                       | Ret |     |     |     |     |     | 0       |
| -    | Toni Schmitz            | Norton                          | Ret |     |     |     |     |     | 0       |
| -    | Brian Setchell          | Norton                          |     | Ret |     |     |     |     | 0       |
| -    | Casper Swart            | Norton                          |     |     | Ret |     |     |     | 0       |
| -    | Percy Tait              | Norton                          |     | Ret |     |     |     |     | 0       |
| -    | Don Tickle              | Norton                          |     | Ret |     |     |     |     | 0       |
| -    | Hermann Vogt            | Matchless                       | Ret |     |     |     |     |     | 0       |
| -    | Danny Walker            | Norton                          |     | Ret |     |     |     |     | 0       |
| -    | Trevor Williams         | Norton                          |     | Ret |     |     |     |     | 0       |
| -    | Ian Yeates              | Norton                          |     | Ret |     |     |     |     | 0       |
| -    | Gianvittorio Ziglioli   | Moto Guzzi                      |     |     |     |     |     | Ret | 0       |
| Pos. | Piloto                  | Moto                            | GER | MAN | HOL | BEL | ULS | NAC | Pts.    |

### 350cc[4]
En 350 hubo tres pilotos que se repartieron las victorias. La mitad de ellas fue para el australiano Keith Campbell que también se alzó con el título mundial a bordo de una Moto Guzzi. En segundo lugar, con dos victorias, se clasificó el británico Bob McIntyre mientras que, en tercer lugar con los mismos puntos que McIntyre pero con tan solo una victoria, se posicionó el italiano Libero Liberati (ambos con Gilera).
| Pos. | Piloto           | Moto       | Pts. |
| ---- | ---------------- | ---------- | ---- |
| 1    | Keith Campbell   | Moto Guzzi | 30   |
| 2    | Bob McIntyre     | Gilera     | 22   |
| 3    | Libero Liberati  | Gilera     | 22   |
| 4    | Keith Bryen      | Norton     | 12   |
| 5    | John Hartle      | Norton     | 11   |
| 6    | Giuseppe Colnago | Moto Guzzi | 7    |
| 7    | Bob Brown        | Velocette  | 6    |
| 8    | Alano Montanari  | MV Agusta  | 5    |
| 9    | Helmut Hallmeier | NSU        | 4    |
| 10   | Umberto Masetti  | MV Agusta  | 3    |
| =    | John Surtees     | MV Agusta  | 3    |
| =    | Alfredo Milani   | Gilera     | 3    |
| =    | Jack Brett       | Norton     | 3    |
| 14   | Eric Hinton      | Norton     | 2    |
| =    | Dave Chadwick    | Norton     | 2    |
| =    | Adelmo Mandolini | Moto Guzzi | 2    |
| 17   | Dick Thomson     | AJS        | 1    |
| =    | Peter Murphy     | AJS        | 1    |
| =    | Fron Purslow     | Norton     | 1    |

### 250cc[5]
En las primeras tres posiciones de la clasificación se colocaron pilotos de FB Mondial y ganaron 4 pruebas (2 para Cecil Sandford y 2 para Tarquinio Provini), dejando los dos triunfos restantes a los pilotos MV Agusta. El ganador del título fue para Sandford, que también demostró una notable consistencia de rendimiento, finalizando todas las pruebas.
| Pos. | Piloto               | Equipo     | Pts. |
| ---- | -------------------- | ---------- | ---- |
| 1    | Cecil Sandford       | Mondial    | 26   |
| 2    | Tarquinio Provini    | Mondial    | 16   |
| 3    | Sammy Miller         | Mondial    | 14   |
| 4    | Roberto Colombo      | MV Agusta  | 10   |
| 5    | John Hartle          | MV Agusta  | 8    |
| 5    | Carlo Ubbiali        | MV Agusta  | 8    |
| 7    | Luigi Taveri         | MV Agusta  | 8    |
| 8    | Dave Chadwick        | MV Agusta  | 7    |
| 9    | Enrico Lorenzetti    | Moto Guzzi | 7    |
| 10   | Remo Venturi         | MV Agusta  | 6    |
| 11   | František Bartoš     | ČZ         | 5    |
| 12   | Tommy Robb           | NSU        | 4    |
| =    | Arthur Wheeler       | Moto Guzzi | 4    |
| 14   | Fortunato Libanori\| | Moto Guzzi | 3    |
| =    | Bob Brown            | NSU        | 3    |
| 16   | František Šťastný    | Jawa       | 2    |
| =    | David Andrews        | NSU        | 2    |
| 18   | Helmut Hallmeier     | NSU        | 1    |
| =    | Günter Beer          | Adler      | 1    |
| =    | Sammy Hodgins        | Velocette  | 1    |
| =    | Alano Montanari      | MV Agusta  | 1    |

### 125cc[6]
Al igual que en el cuarto de litro, el duelo estuvo centrado entre pilotos de FB Mondial y de MV Agusta. Finalmente, Tarquinio Provini obtuvo el título con 3 victorias. Su principal oponente fue Carlo Ubbiali, ganador del título del octavo de litro pero que sufrió un grave accidente durante las pruebas del Gran Premio de los Países Bajos, que le obligó a perderse tres grandes premios.
| Pos. | Piloto             | Equipo    | Pts. |
| ---- | ------------------ | --------- | ---- |
| 1    | Tarquinio Provini  | Mondial   | 30   |
| 2    | Luigi Taveri       | MV Agusta | 22   |
| 3    | Carlo Ubbiali      | MV Agusta | 22   |
| 4    | Sammy Miller       | Mondial   | 12   |
| 5    | Roberto Colombo    | MV Agusta | 11   |
| 6    | Cecil Sandford     | Mondial   | 9    |
| 7    | Remo Venturi       | MV Agusta | 6    |
| 8    | Fortunato Libanori | MV Agusta | 5    |
| 9    | František Bartoš   | CZ        | 3    |
| =    | Dave Chadwick      | MV Agusta | 3    |
| =    | Horst Fügner       | MZ        | 3    |
| 12   | Bill Webster       | MV Agusta | 2    |
| 13   | Ernst Degner       | MZ        | 1    |
| =    | Bill Maddrick      | MV Agusta | 1    |
| =    | Guido Sala         | Mondial   | 1    |